# 1. Münchner SC
Der 1. Münchner SC (offiziell: 1. Münchner Snooker Club e.V.) ist ein Snookerverein aus München.

## Geschichte
Der 1. Münchner SC wurde im Dezember 2000 gegründet. 2001 stieg er in die 2. Bundesliga auf. Zwei Jahre später folgte der Aufstieg in die 1. Bundesliga. In der höchsten deutschen Spielklasse kam man in der Saison 2003/04, zwei Punkte hinter dem sechstplatzierten BSV Berlin, auf den siebten Platz und stieg damit ab. Nachdem man in der Saison 2004/05 als Drittplatzierter den direkten Wiederaufstieg verpasst hatte, gelang in der Spielzeit 2005/06 mit nur zwei Saisonniederlagen als Erstplatzierter die Rückkehr in die erste Liga. Dort verblieben die Münchener nun sechs Jahre lang, wobei sie 2010 den dritten Platz erreichten und 2012 Vizemeister wurden. Nach der Saison 2011/12 wurde die erste Mannschaft jedoch aus der 1. Bundesliga abgemeldet und übernahm den Zweitligastartplatz der zweiten Mannschaft. In den folgenden drei Spielzeiten verpasste man als Zweitplatzierter jeweils nur knapp den Aufstieg.
Ab der Saison 2003/04 spielte die zweite Mannschaft des 1. Münchner SC in der viertklassigen Bezirksliga. In den folgenden Jahren stieg sie zunächst in die Oberliga und 2011 in die 2. Bundesliga auf. Dort gelang ihr in der Saison 2011/12 mit dem fünften Platz zwar der Klassenerhalt, da die erste Mannschaft aus der ersten Liga abgemeldet wurde, spielte die zweite Mannschaft fortan in der Oberliga. 2013 folgte der Abstieg in die Verbandsliga und 2015 der Abstieg in die Bezirksliga. Dort belegte die Mannschaft in der Saison 2015/16 den letzten Platz. Da die dritte Mannschaft jedoch den ersten Platz erreichte, spielt die zweite Mannschaft ab 2016 wieder in der Verbandsliga.

### Platzierungen seit 2001
| Erste Mannschaft | Erste Mannschaft      | Erste Mannschaft |
| Saison           | Liga (Spielklasse)    | Platz            |
| ---------------- | --------------------- | ---------------- |
| 2001/02          | 2. Bundesliga Süd (2) | 4                |
| 2002/03          | 2. Bundesliga Süd (2) | 2                |
| 2003/04          | 1. Bundesliga (1)     | 7                |
| 2004/05          | 2. Bundesliga Süd (2) | 3                |
| 2005/06          | 2. Bundesliga Süd (2) | 1                |
| 2006/07          | 1. Bundesliga (1)     | 6                |
| 2007/08          | 1. Bundesliga (1)     | 5                |
| 2008/09          | 1. Bundesliga (1)     | 5                |
| 2009/10          | 1. Bundesliga (1)     | 3                |
| 2010/11          | 1. Bundesliga (1)     | 5                |
| 2011/12          | 1. Bundesliga (1)     | 2                |
| 2012/13          | 2. Bundesliga Süd (2) | 2                |
| 2013/14          | 2. Bundesliga Süd (2) | 2                |
| 2014/15          | 2. Bundesliga Süd (2) | 2                |
| 2015/16          | 2. Bundesliga Süd (2) | 5                |
| 2016/17          | 2. Bundesliga Süd (2) |                  |

| Zweite Mannschaft | Zweite Mannschaft     | Zweite Mannschaft |
| Saison            | Liga (Spielklasse)    | Platz             |
| ----------------- | --------------------- | ----------------- |
| 2001/02           | –                     |                   |
| 2002/03           | –                     |                   |
| 2003/04           | Bezirksliga (4)       | 6                 |
| 2004/05           | Bezirksliga (4)       | 2                 |
| 2005/06           | Bezirksliga A (4)     | 2                 |
| 2006/07           | nicht bekannt         | nicht bekannt     |
| 2007/08           | nicht bekannt         | nicht bekannt     |
| 2008/09           | nicht bekannt         | nicht bekannt     |
| 2009/10           | Oberliga Bayern (3)   | 5                 |
| 2010/11           | Oberliga Bayern (3)   | 5                 |
| 2011/12           | 2. Bundesliga Süd (2) | 5                 |
| 2012/13           | Oberliga Bayern (3)   | 6                 |
| 2013/14           | Verbandsliga Süd (4)  | 2                 |
| 2014/15           | Verbandsliga Süd (4)  | 2                 |
| 2015/16           | Bezirksliga A (5)     | 6                 |
| 2016/17           | Verbandsliga Süd (4)  |                   |

## Aktuelle und ehemalige Spieler
(Auswahl)
| - Siegfried Barth - Michael Betzinger - Valeri Bojkow - Julian Breier - Sascha Diemer - Robert Haimerl - Sanjin Kusan | - Werner Pilz - José De La Rosa - Carl Rosenberger - Nikica Sikiric - Brian Strickland - Michael Wood |